# Fahrradtourismus

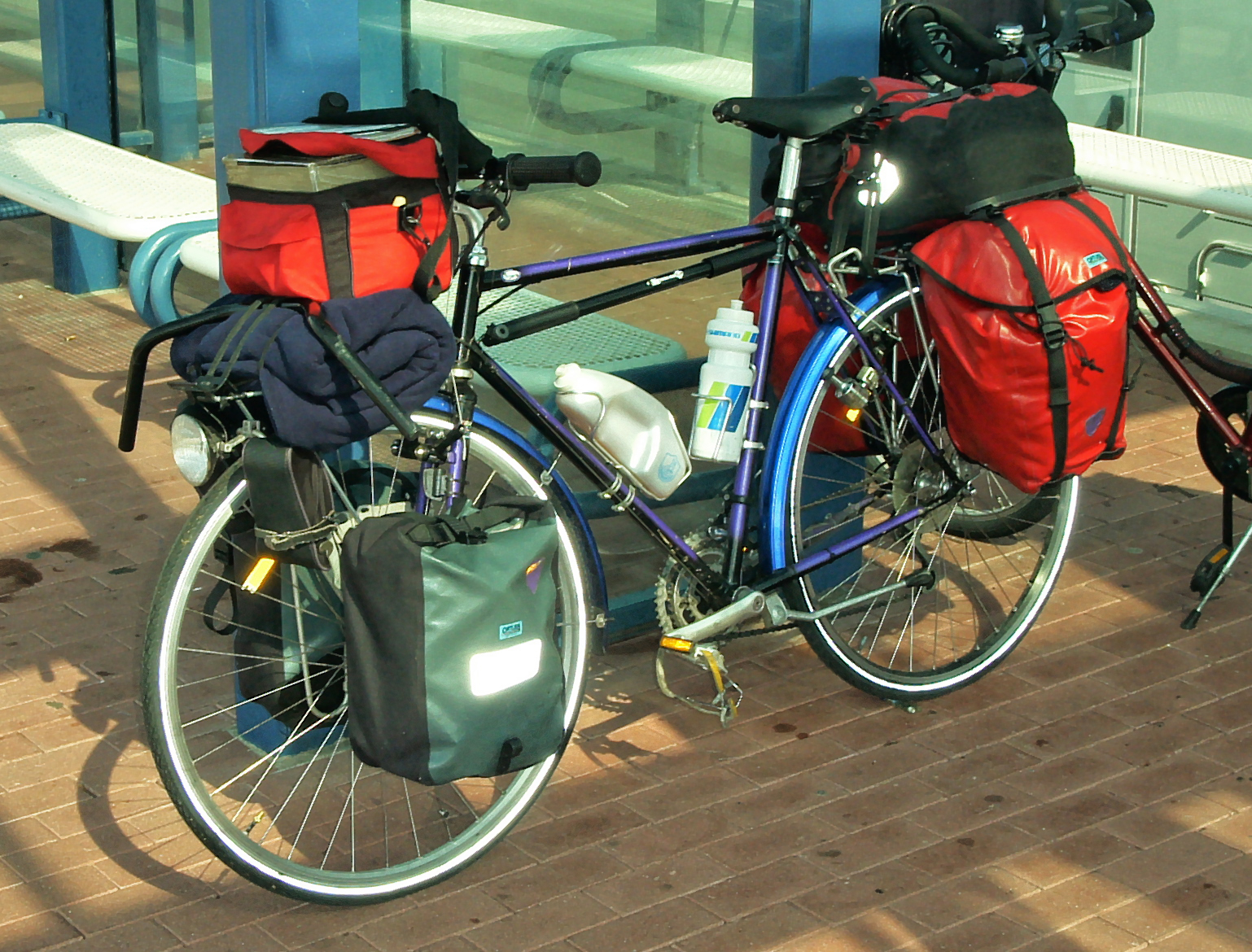
Überladen: 60 kg Gepäck

Fahrradtourismus umfasst Radtouren ebenso wie Reisen, auf denen auch oder ausschließlich Fahrrad gefahren wird. Das touristische Fahrradfahren gewinnt in den Industrieländern seit den 1980er Jahren an Aufmerksamkeit.
Zu unterscheiden sind mehrtägige Radtouren, die auch als Radreise oder als Radwandern bezeichnet werden, von Radausflügen, bei denen man wieder an den Ausgangspunkt zurückkehrt.
Radausflüge werden entweder von zuhause aus durchgeführt oder als Teil einer Urlaubsreise, bei der das Fahrrad zusätzlich mitgeführt oder am Urlaubsort ausgeliehen wird.
Auf längeren Touren werden häufig speziell ausgerüstete Reiseräder verwendet. Mit Mountainbikes lassen sich auch Bergtouren durchführen.

## Radroute und -netze
In den Niederlanden wurden in den 1980er Jahren detaillierte Routenbeschreibungen für europaweite Fernreisen publiziert.
In England, Frankreich und Skandinavien wurde ab den 1990er Jahren ein europaweites Radverkehrsnetz konzipiert, unter anderem durch die European Cyclists' Federation. In Deutschland entstanden Anfang der 1980er Jahre in regionaler Initiative die ersten Radwanderwege. In Baden-Württemberg begann frühzeitig eine Vernetzung der Rad-Fernstrecken, in anderen Bundesländern erst deutlich später. Das bundesweite Radnetz Deutschland basiert auf vorhandenen Routen. Inzwischen ist auch Deutschland am EuroVelo-Netz beteiligt.
In Gegenden mit einem größeren Angebot an touristischen Radrouten werden teilweise Knotenpunkt-Wegweisungen verwendet, um Ortsfremden die Orientierung zu erleichtern.

### Tourenbeschreibungen, Reiseführer, Radwanderkarten

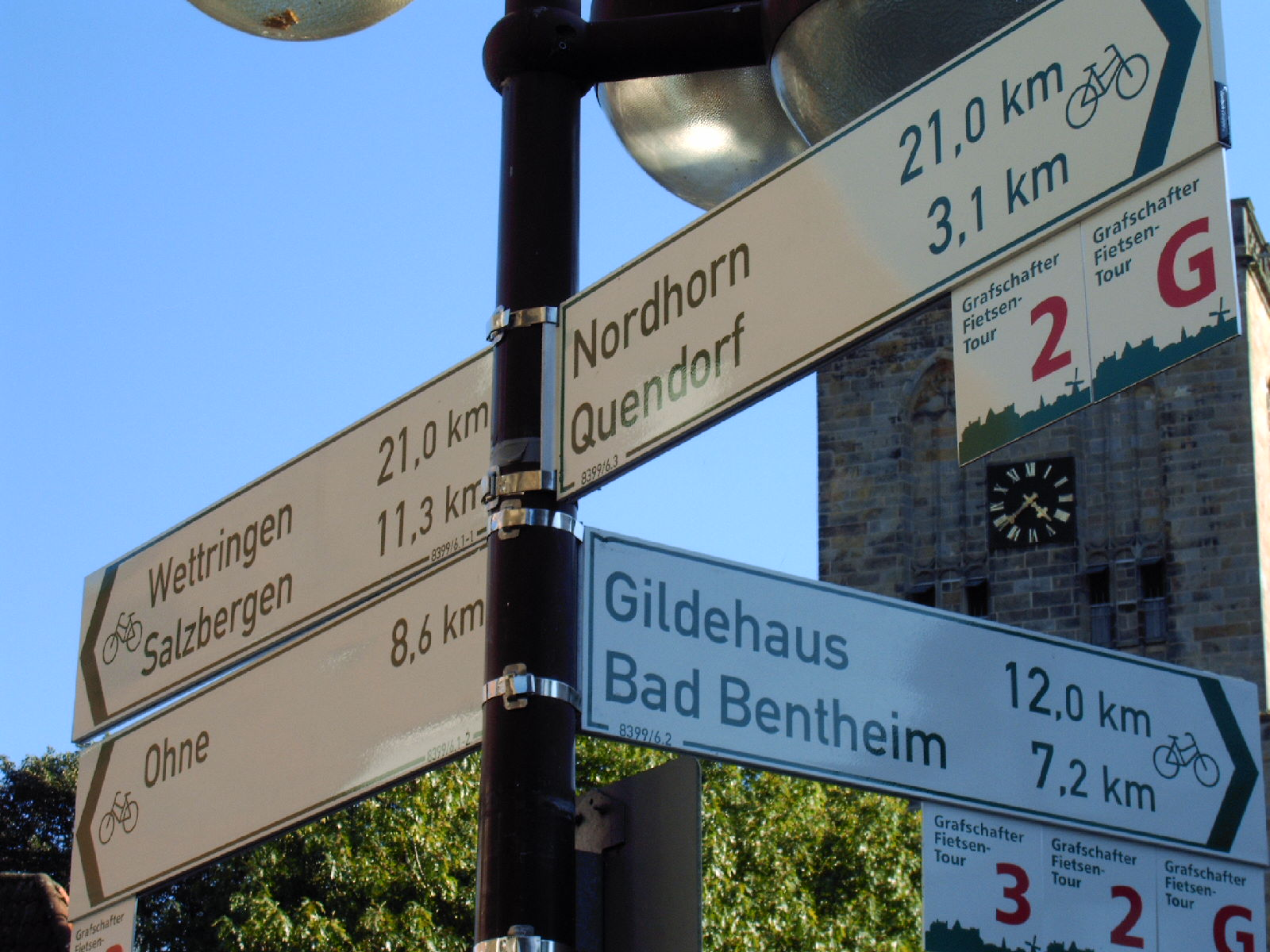
Wegweiser mit verschiedenen Rad-Touren im Landkreis Grafschaft Bentheim

Fahrradreiseführer und Radwanderkarten gibt es heute flächendeckend für alle west- und mitteleuropäischen Länder.
Auch wenn im Allgemeinen der Beschilderung eines Fernradwegs gefolgt wird, empfiehlt es sich, die Streckenführung zusätzlich anhand einer Landkarte nachzuvollziehen. Zum einen sind die Wegweisungen häufig schwer zu erkennen, lückenhaft oder missverständlich. Zum anderen enthalten Streckenführungen häufig größere Umwege, um bestimmte touristische Ziele zu erschließen oder stark befahrene Straßen zu vermeiden. Wenn es darum geht, ein bestimmtes Ziel möglichst schnell zu erreichen, sollte der Verlauf der Radwanderwege darum immer mit einer Landkarte abgeglichen werden.
Wegbeschreibungen und Reiseführer im DIN A5-Querformat lassen sich unter das Sichtfenster einer typischen Lenkertasche schieben, so dass sie auch während der Fahrt zu benutzen sind.
Auch im Internet gibt es zahlreiche Informationen für Radreisende, kostenfreie wie kostenpflichtige. Neben Werbung für Druckerzeugnisse finden sich auch detaillierte Routeninformation, wie etwa über das Radverkehrsnetz NRW, sowie ausgearbeitete Routen in Kartenform und mit GPS-Tracks.

### Routenwahl und Routenplanung
Beliebt sind Radreisen entlang der großen Flüsse (z. B. Donauradweg), da sie wenig Steigungen aufweisen, sowie historische Routen, etwa entlang der alten Römerstraße Via Claudia Augusta. Im Flachland kann tagelanger Gegenwind den Radreisenden noch gründlicher zermürben, als ein langer Anstieg, für den die Abfahrt im Anschluss an die Passhöhe belohnt. Besonders windexponiert sind Wege auf Deichen. Ein hügeliges Terrain ist anstrengend, bietet aber oft die eindrucksvollsten Landschaftserlebnisse.
Für die Tourvorbereitung sind topografische Landkarten (mit Höhenlinien) nützlich, besonders geeignet sind spezielle Radwanderkarten. Auch im Hochsommer ist bei Touren im Gebirge unbedingt wind- und wasserdichte Bekleidung mitzuführen, um bei plötzlichem Wetterwechsel nicht Regen, Wind und Kälteeinbrüchen ausgesetzt zu sein. Für die Anstiege empfiehlt sich atmungsaktive Regenbekleidung oder ein zum Lenker hin abgespannter Regenponcho, unter dem der Fahrtwind entstehenden Schweiß abtrocknen kann. Auch ohne Regen kann ohne winddichte Kleidung auf langen Bergabfahrten Auskühlung eintreten.
Guten Wind- und Sonnenschutz bieten Wälder. In ehemaligen Kriegsgebieten auf dem Balkan wird allerdings wegen Minengefahr vom Aufsuchen waldiger Gebiete abgeraten, wenn diese nicht z. B. durch Waldarbeit als kontrolliert ersichtlich sind. Nach starken Regenfällen können Uferwege überflutet sein und Fähren ihren Betrieb wegen Hochwassers einstellen.
Die Kfz- und Abgasbelastung bestimmter touristischer Strecken sowie die Fußgängerdichte auf Promenadenwegen kann an Sonn- und Feiertagen höher sein als unter der Woche. Für Mountainbiketouren abseits der Straßen ist bei der Routenplanung darauf zu achten, dass wenig genutzte Waldwege überwachsen oder durch Holzerntemaschinen zerfahren sein können. An stark frequentierten Wanderstrecken und landschaftlichen Höhepunkten ist das Radfahren in manchen Fällen nicht zulässig. Die meisten alpinen Vereine pflegen Listen von radtauglichen Bergrouten.

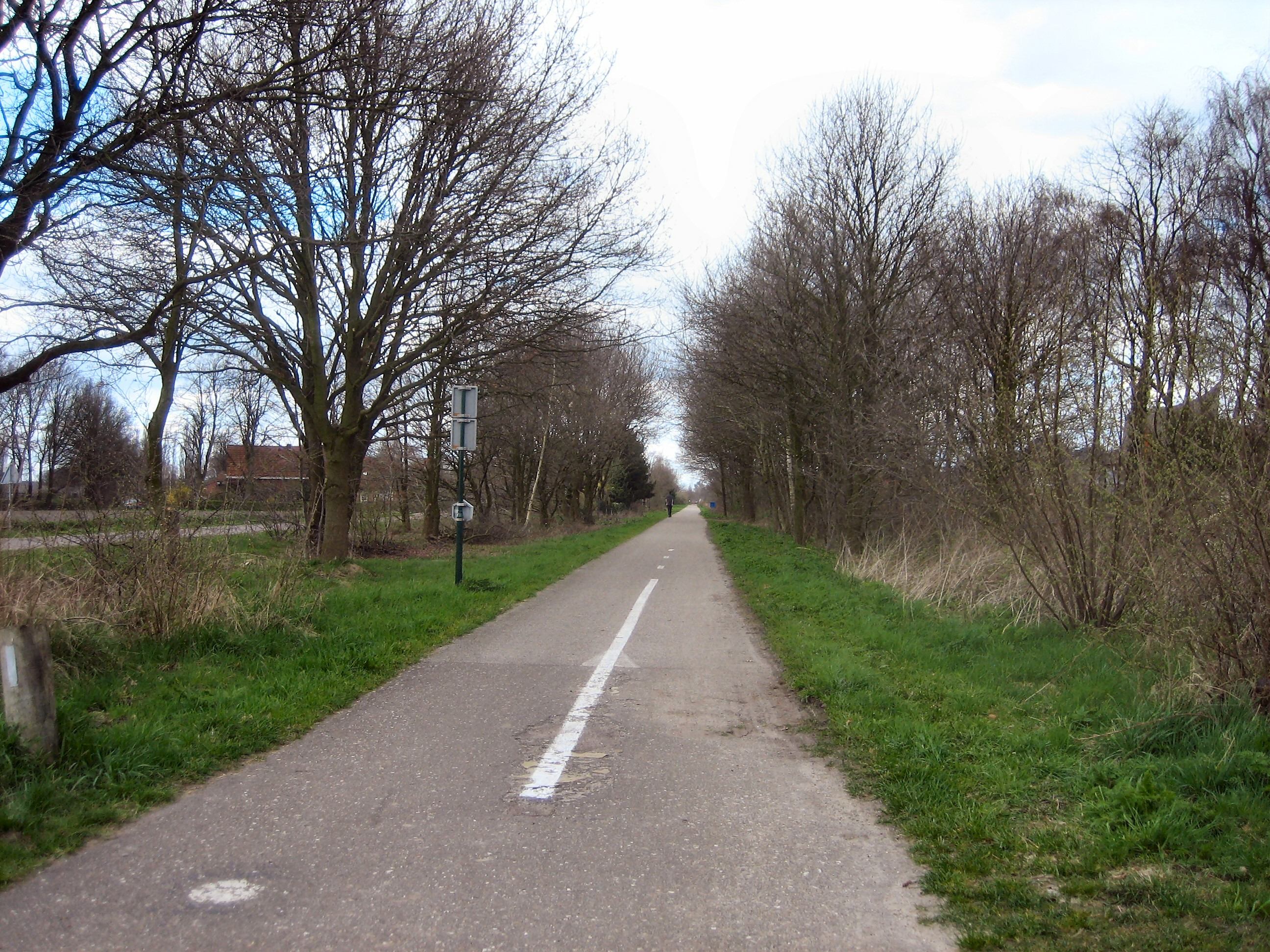
Radweg im Flachland (Radweg bei Baarle-Nassau, Niederlande)
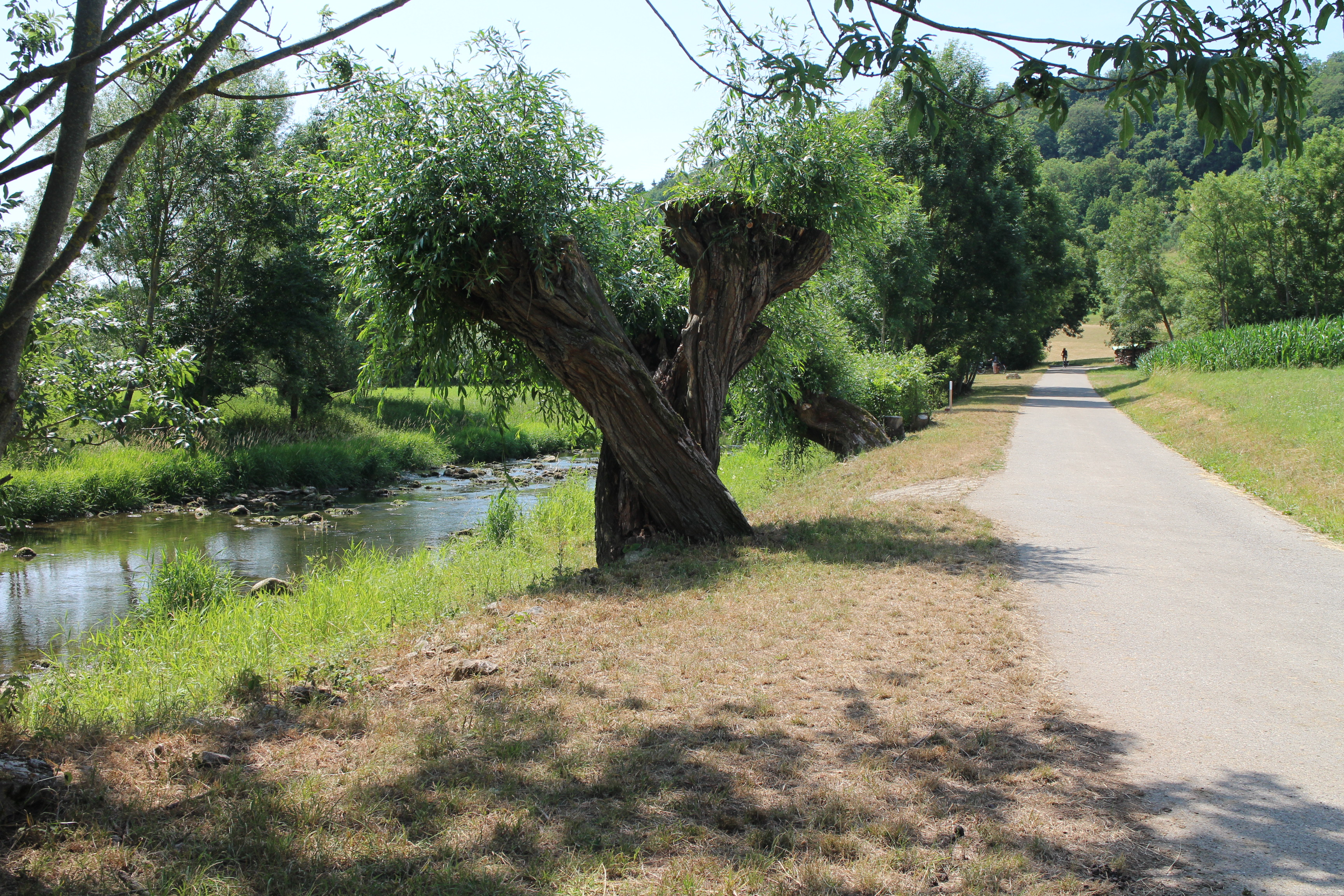
Radweg im Flusstal, Flachland (Taubertalradweg zwischen Tauberscheckenbach und Bettwar)
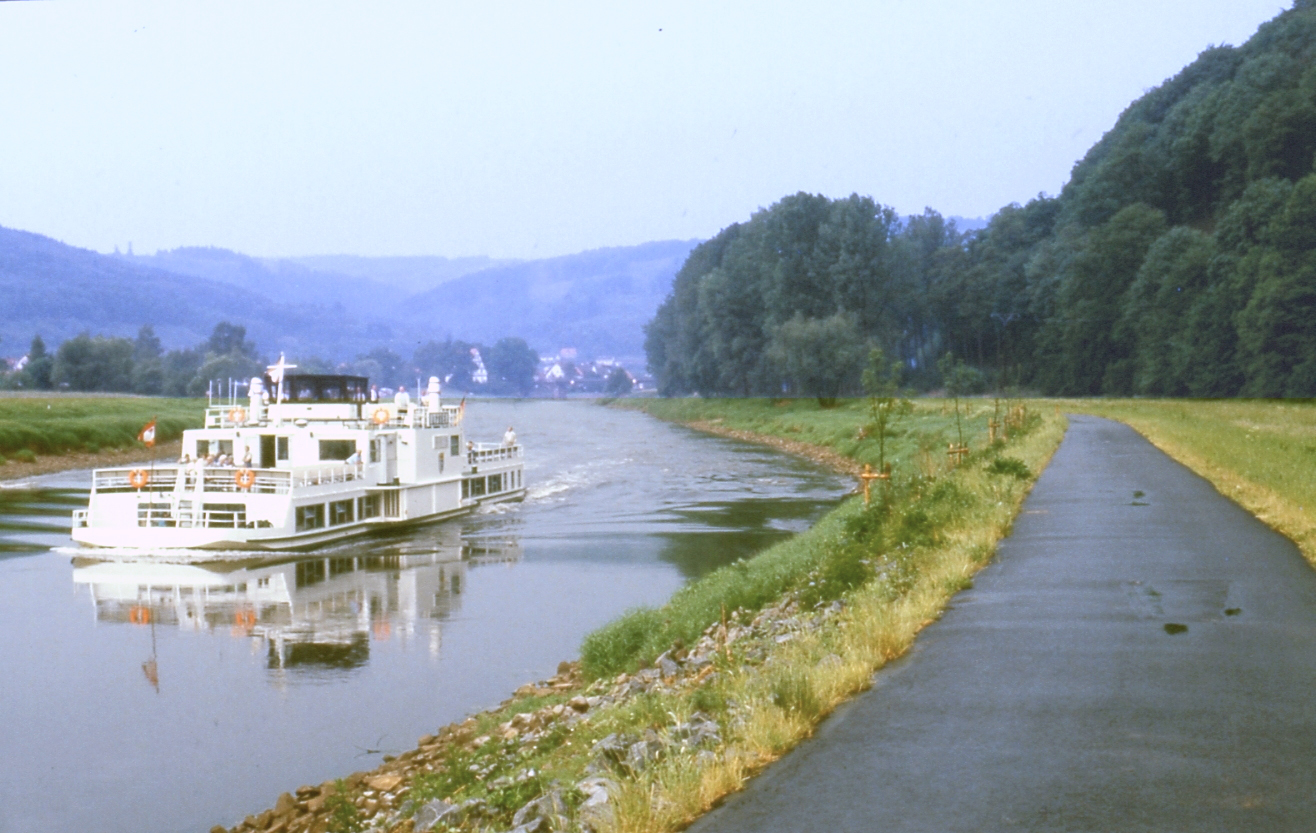
Radweg im Flusstal, Mittelgebirge (Weserradweg zwischen Hann. Münden und Bad Karlshafen)
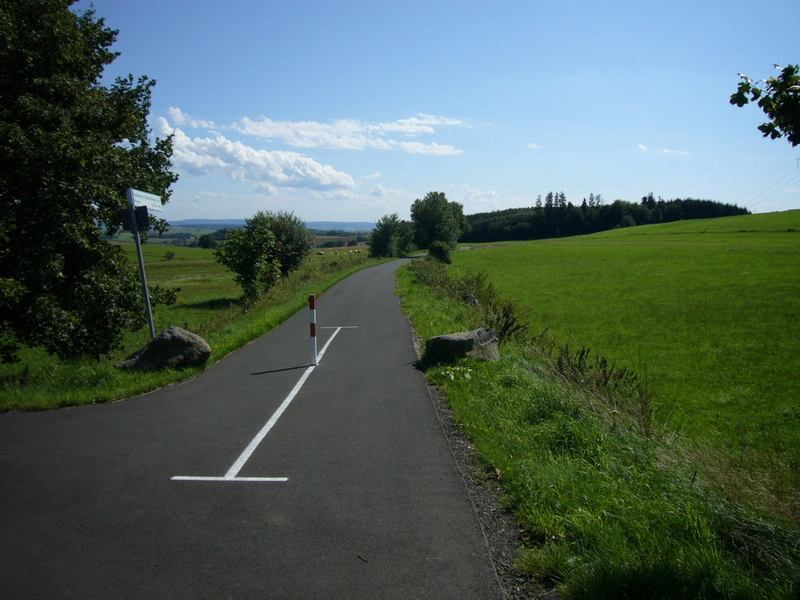
Radweg in hügeligem Terrain, Mittelgebirge (Vogelsberger Südbahnradweg vor Birstein)
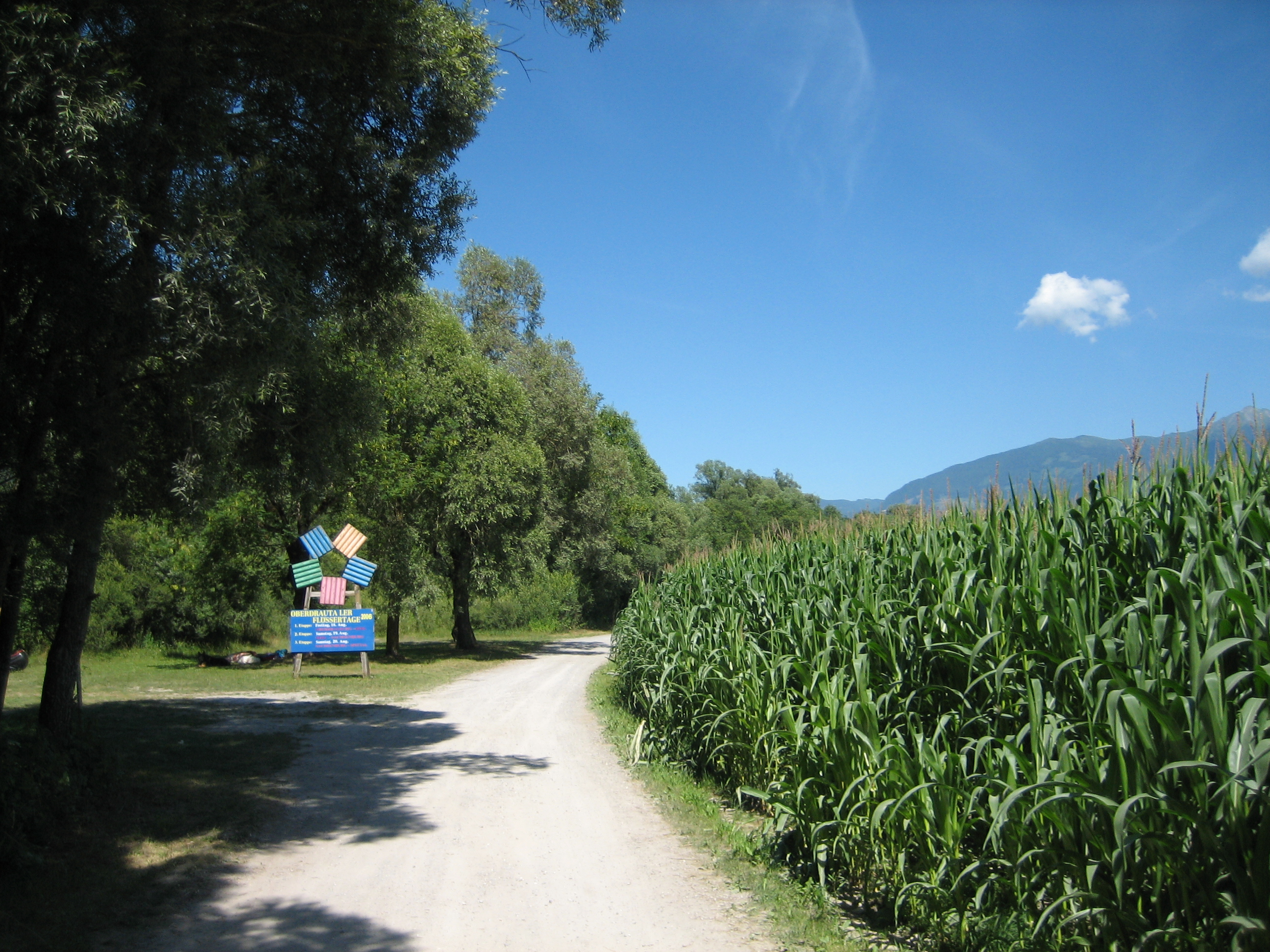
Radweg im Flusstal, Hochgebirge (Drauradweg bei Radlach, Österreich)
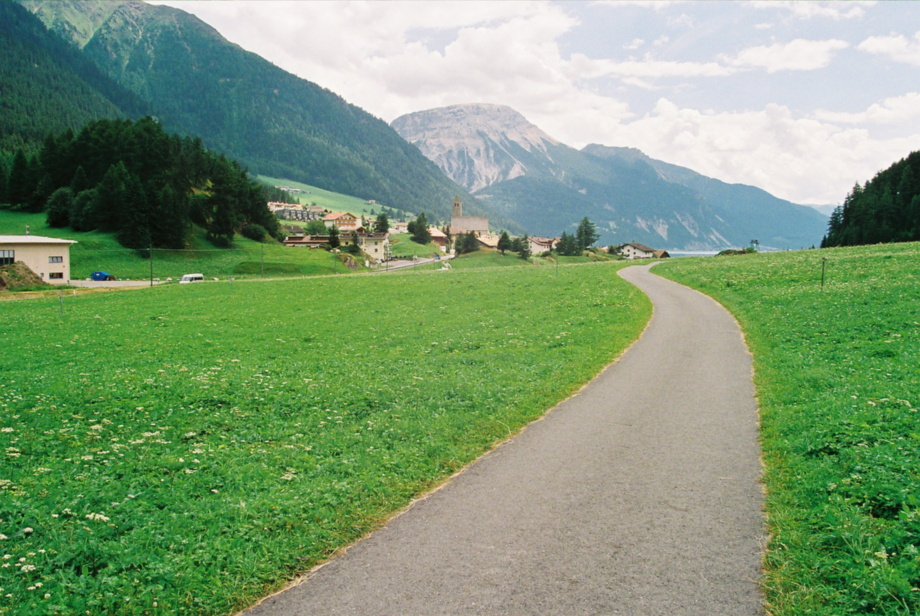
Radweg über Gebirgspass, Hochgebirge (Reschenpass / Passo di Resia, Italien)

## Ausrüstung
Art und Gewicht des Fahrrads und des Gepäcks hängen u. a. von der Art und Dauer der Reise, dem Reisegebiet und der Jahreszeit sowie den persönlichen Vorlieben ab. Gewicht ist dabei in der Regel nicht so entscheidend wie etwa beim Wandern. Für eine Radreise in Deutschland im Sommer auf Radwegen und Straßen sind für Camper 15 Kilo Gepäck ohne Getränke und Nahrungsmittel ein brauchbarer Richtwert. Dann sollte sich das Fahrrad mit Gepäck noch anheben lassen.
Seit den 1980er Jahren wurde spezielle Ausrüstung für Radreisen und den Natursport entwickelt. Aus kunststoffbeschichtetem Planenstoff werden strapazierfähige und dauerhaft wetterfeste Packtaschen gefertigt, die von vielen Radlern auch im Alltag verwendet werden.
Für den Einsatz eignen sich neben speziellen Reiserädern auch andere stabile Fahrräder, wie Trekkingräder und Mountainbikes, vor allem wenn es nicht nur über befestigte Radwege und Straßen gehen soll. Manche Radreisende fahren aber auch Rennräder.

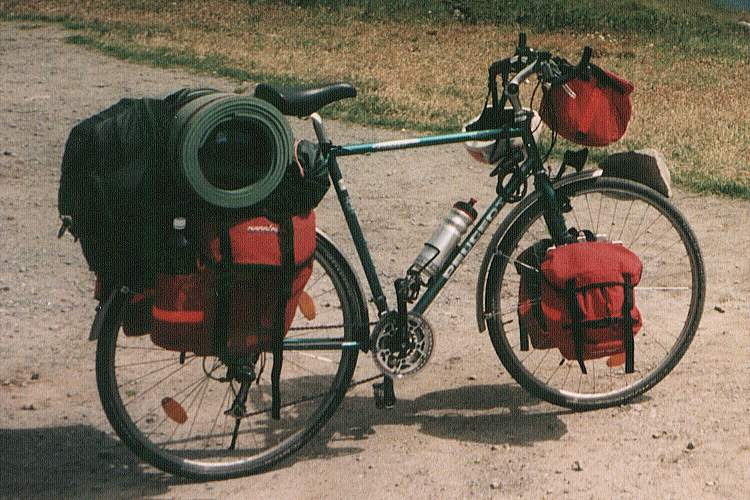
Mit Packtaschen beladenes Trekkingrad

### Gepäck und Beladung
Wenn nicht in Beherbergungsstätten übernachtet wird, werden neben Bekleidung, Lebensmitteln, Kartenmaterial sowie gegebenenfalls GPS-Ausrüstung meist auch Schlafsack, Isomatte, Kochgeschirr und Zelt oder Tarp mitgeführt. Die Verwendung wasserdichter Packtaschen ist zweckmäßig, diese sind jedoch etwas schwerer. Weiterhin sollten Werkzeug, Ersatzteile, sowie ein Erste-Hilfe-Set für Unfälle mitgeführt werden.
Das Gesamtgewicht eines beladenen Reiserades beträgt oft 15 bis 30 kg. Nur bei längeren Touren abseits menschlicher Siedlungen werden auch 50 bis 70 kg erreicht.
Einfache Gepäckträger sollten nur bis 15 kg beladen werden. Belastbarere Gepäckträger werden heute meist aus Aluminiumrohr gefertigt. Ab einer Beladung von etwa 25 kg kann es vorteilhaft sein, das Gepäck nicht ausschließlich auf dem Hinterradträger unterzubringen. Lenkertaschen sind meist nicht für eine Belastung von über 5 kg ausgelegt. Low-Rider erleichtern die Handhabung des Fahrrades, da sie zu einem niedrigen Schwerpunkt beitragen und die Lenkung weniger beeinträchtigen, als Ausrüstungsgegenstände, die auf einem gewöhnlichen Vorderradgepäckträger oder in der Lenkertasche untergebracht sind.
Bei schwerer Beladung treten häufiger Speichenbrüche und Reifenpannen auf. Bei schnellen Abfahrten kann ein plötzlicher Druckverlust im Vorderrad insbesondere in Kombination mit beladenen Vorderradtaschen zu einem Kontrollverlust führen.
Bei Reiserädern mäßiger Qualität kommt es langfristig auch zu Gabel- und Rahmenbrüchen.
Bei guten Fahrbahnbelägen im Flachland erleichtert es die Handhabung des Rades, wenn ein Teil oder das gesamte Gepäck in einem Fahrradanhänger untergebracht wird. An Steigungen ist das zusätzliche Gewicht des Anhängers von Nachteil. Auf unebenen Wegen können Fahrradanhänger eine unangenehme Eigendynamik entwickeln. Einspurige Anhänger laufen stabiler, insbesondere wenn das Laufrad gefedert ist.
Neben der Übernachtung im Zelt oder Beherbergungsbetrieben hat sich mit der Verbreitung des Pedelecs eine dritte Übernachtungsart entwickelt. Und zwar findet etwa seit dem Jahr 2020 in einer kleineren Zielgruppe der Fahrradwohnwagen auf mehrtägigen Radreisen Anwendung.

### Einzelfahrer und Gruppen
Der Einzelfahrer ist bei der Gestaltung der Route und Etappenlänge flexibler. Pausen und kurze Halte, z. B. zum Fotografieren, können spontan eingelegt werden. Das Landschaftserlebnis kann intensiver sein, da keine Aufmerksamkeit durch Mitfahrer beansprucht wird. Dafür muss der Einzelfahrer auch die Gepäckstücke mitführen, die in einer Gruppe nur einmal benötigt werden. Das gilt etwa für Kartenmaterial / GPS-Ausrüstung, Erste-Hilfe-Set, Werkzeug, Zelt und Kochgeschirr. Bei Unfällen oder Pannen muss sich der Einzelfahrer selbst helfen oder auf Hilfe warten. Auch gibt es nicht die Möglichkeit des Fahrens im Windschatten.
Das Fahren in der Gruppe vermittelt ein Gruppenerlebnis. Nur einmal benötigte Ausrüstung kann auf die Gruppe verteilt werden, wodurch die Gepäcklast jedes Fahrrades sinkt. Bei Unfällen oder Pannen ist sofort Hilfe verfügbar, sofern nicht die gesamte Gruppe betroffen ist. Dafür müssen Pausen, kurze Halte und die Routenwahl abgestimmt werden. Problematisch sind Gruppen, die sich aus Fahrern mit sehr unterschiedlichem Leistungsvermögen zusammensetzen, da einige Fahrer über- oder unterfordert werden. Bahntransfers mit größeren Gruppen können Schwierigkeiten bereiten, da vor allem in stark frequentierten Zügen oft nicht genügend Stellplatz für alle Fahrräder vorhanden ist.
Das Fahren in der geschlossenen Gruppe erfolgt meist nicht in Radrennsportmanier, da die Gruppe auf Straßen der Belastung durch Kraftfahrzeugverkehr ausgesetzt ist und Radwege meist wenig Platz in der Breite bieten. Windschattenfahren ist verbreitet, erfordert jedoch von allen Fahrern erhöhte Aufmerksamkeit auf die Mitfahrer, da der Sicherheitsabstand unterschritten wird. Regelmäßige Wechsel an der Spitze sollten selbstverständlich sein, sind aber verkehrs- und wegebedingt nicht jederzeit möglich. Bei Bergauffahrten kann die Gruppe auseinanderfallen. Dann ist es üblich, dass am Ende der Bergaufstrecke auf alle Fahrer gewartet wird. Bergabfahrten erfolgen meist nicht in der geschlossenen Gruppe, damit jeder Fahrer einen ausreichenden Sicherheitsabstand zum Vordermann und genügend Platz zum Steuern hat. Die Gruppe sammelt sich dann am Ende der Bergabstrecke.

### Organisierte Radreisen

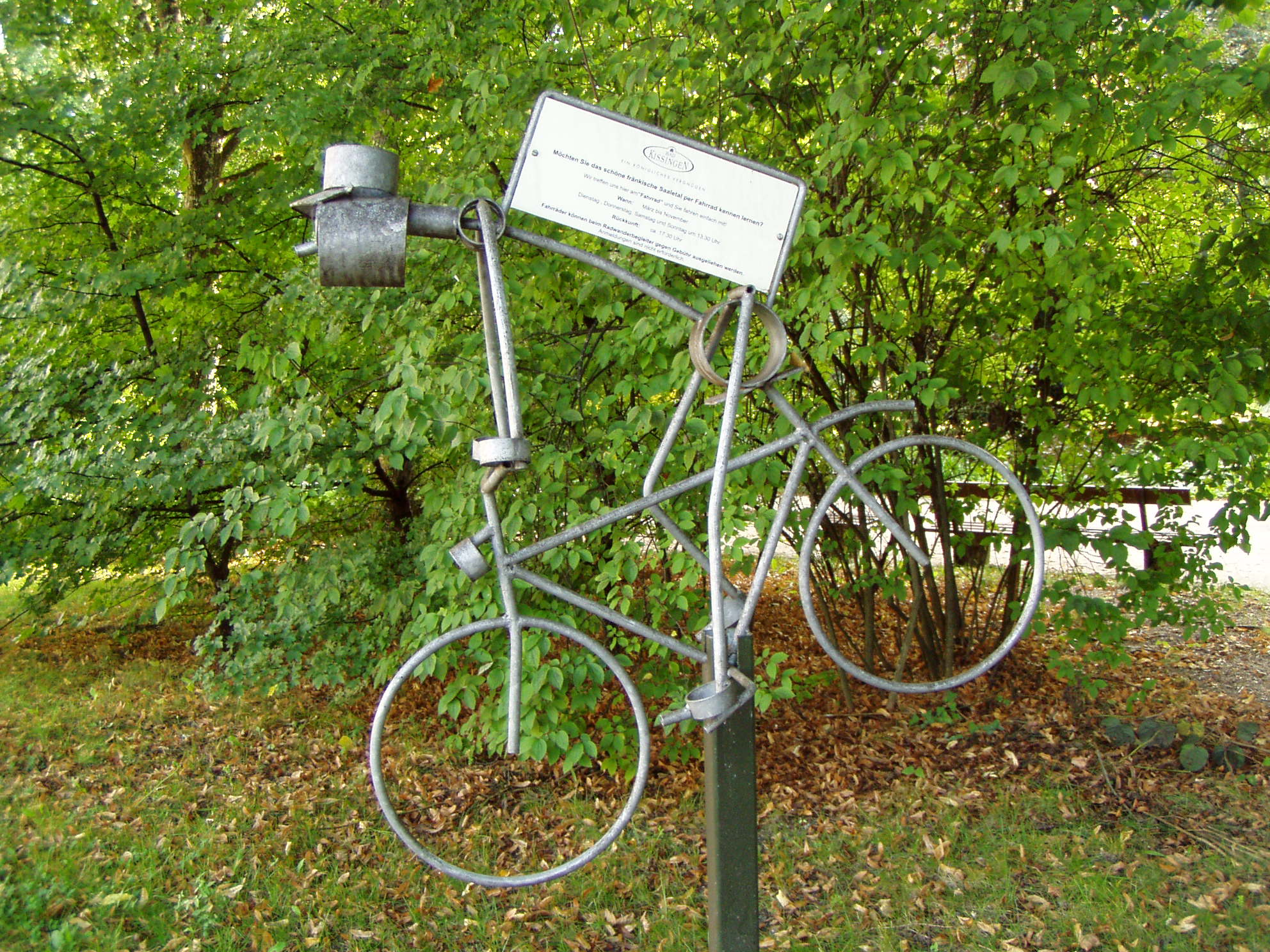
Offizieller Radler-Treffpunkt in Bad Kissingen

Eine Radreise bedeutet, aus eigener Muskelkraft ein Ziel zu erreichen. Da erscheint es auf den ersten Blick als Widerspruch in sich, wenn Reiseveranstalter Radreisen verkaufen. Da aber nicht wenige Radtouristen weder Lust auf Abenteuer haben, noch die Mühe einer akribischen Organisation auf sich nehmen möchten, gibt es durchaus einen Markt dafür.
Sofern es sich um geführte Touren handelt, bieten sie den Teilnehmern noch weitere Vorteile.
- Sie vermitteln ein Gruppenerlebnis.
- Sie erschließen Urlaubsregionen mit wenig ausgebildeter Infrastruktur, in die sich viele Leute als Einzelreisende nicht trauen, zum Beispiel die rumänischen Karpaten.
- Sie ermöglichen sportliche Großveranstaltungen im Sinn eines Radfernrennens als Volkslauf, zum Beispiel München–Cesenatico.

### Fahrrad als Gepäckstück

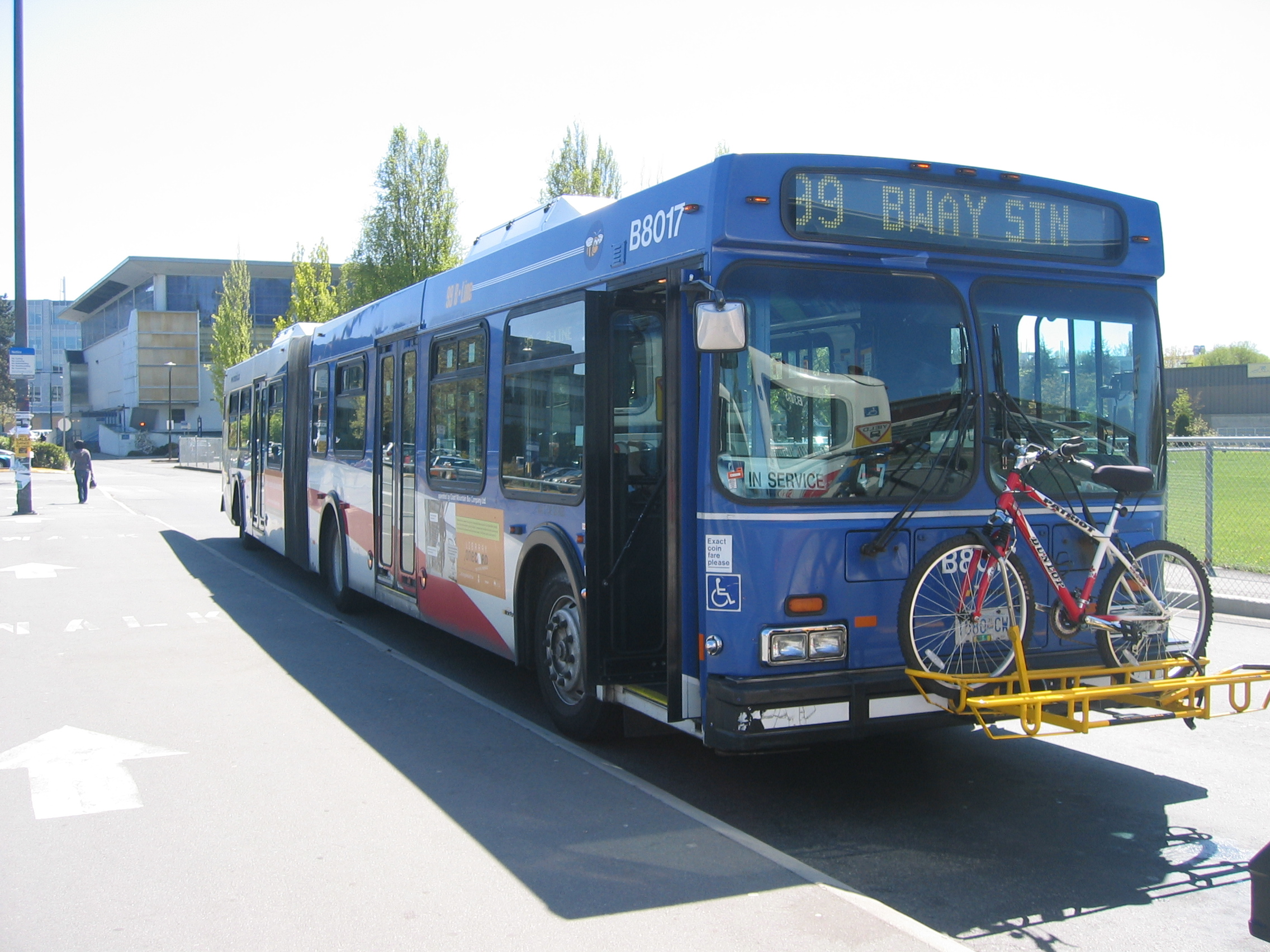
Fahrradtransport im ÖPNV in Vancouver

Viele Radtouristen möchten in Regionen radeln, die ihnen für eine Anreise auf dem Fahrrad zu weit entfernt sind. Damit wird das Fahrrad für einen Teil der Reise zum Reisegepäck.
- Bahn: Umweltfreundlicher als PKW und Flugzeug, regelmäßig verkehrend, trotz Netzausdünnung einigermaßen flächendeckend, ist die Bahn eigentlich zur motorisierten Anreise für eine Radtour prädestiniert. Schwierigkeiten bereiten zurzeit Beschränkungen der Fahrradmitnahme in Fernzügen (z. B. Deutschland: In ICE ist die Fahrradmitnahme erst seit 2019 auf einigen Linien möglich, ebenso wie im IC besteht eine Reservierungspflicht). Hindernisse kann es im grenzüberschreitenden Fernverkehr geben. Probleme mit den Bahnsteigtreppen werden europaweit zunehmend durch Kundenaufzüge und spezielle Radlerrampen gelöst.
- Bus: Wegen der Schwierigkeiten der Fahrradmitnahme besonders im internationalen Bahnverkehr haben sich mehrere Busunternehmen auf den Fahrradtransport spezialisiert. Busse mit Fahrradanhänger verkehren von einigen niederländischen und deutschen Städten in beliebte Urlaubsregionen. In Linienbussen abseits der großen Radrouten muss das Rad meist im begrenzten Gepäckraum verstaut werden.
- PKW: Viele Urlauber transportieren ihr Fahrrad auf dem Autodach oder auf dem Heckfahrradträger des eigenen Wagens. Damit haben sie keine Probleme mit der Handhabung, doch können sie nur solche Touren unternehmen, bei denen sie zum Standort ihres Autos zurückkommen. Der Transport auf dem Autodach erhöht den Luftwiderstand und damit den Kraftstoffverbrauch. Um Unfälle zu vermeiden, muss das Rad gut gesichert sein. Hängen die Fahrräder am Heck des Wagens, ist der Luftwiderstand geringer, der Transport sicherer und das Rad geschützter. Zweckmäßig ist ein Heckfahrradträger, bei dem sich im montierten und beladenen Zustand die Heck- oder Kofferklappe noch öffnen lässt.
- Flugzeug: Im internationalen Flugverkehr ist die Fahrradmitnahme meist unbürokratischer als mit der Bahn. Häufig ist jedoch die Verwendung eines Fahrradkoffers bzw. einer anderen Verpackung vorgeschrieben. Die Preise für die Fahrradmitnahme variieren in Abhängigkeit von der jeweiligen Fluggesellschaft stark.

## Daten zum Fahrradtourismus

### Wirtschaftliche Bedeutung
Galten Radtouren früher als Arme-Leute-Tourismus, so haben Gastronomie und Beherbergungsgewerbe inzwischen erkannt, dass Radtouristen im Durchschnitt mehr Geld in einer Urlaubsregion lassen als Autotouristen, weil sie sich durch den begrenzen Aktionsradius und den Zwang, alles durch Muskelkraft zu transportieren, wesentlich kleinräumiger versorgen. Fahrradtouristen besichtigen durch die langsamere Fortbewegung in der gerade bereisten Region eher als Autotouristen auch Baudenkmäler und Museen. Durch Ausschilderung von Radwanderwegen besteht die Möglichkeit, die Touristen in der Fläche zu verteilen.
Von besonderer wirtschaftlicher Bedeutung ist der Fahrradtourismus in landschaftlich reizvollen Gegenden ohne herausragende Anziehungspunkte, wie große Teile des Donautals von Deutschland bis an die Mündung oder die Ebenen Europas.

### Altersverteilung der Radtouristen
Früher machten fast nur Jugendliche und junge Erwachsene Radreisen. Inzwischen ist ein nicht geringer Teil der Radtouristen 50 bis über 70 Jahre alt. Nicht wenige haben die Sehenswürdigkeiten der Welt längst abgegrast. Andere haben nach einem Leben voller Pflichten nun mehr Zeit und sind dabei noch deutlich fitter als ihre Altersgenossen dreißig Jahre vorher. In der klassischen Vor- und Nachsaison, in denen Leute ohne schulpflichtige Kinder vorzugsweise Urlaub machen, ist das Wetter für Radtouren besser geeignet als für Badeurlaub oder Hochgebirgstouren. Besonders groß ist der Anteil rüstiger Rentner unter US-amerikanischen Radtouristen in Europa, die sich die Heimat ihrer Vorfahren erradeln und dabei oft erhebliche Distanzen zurücklegen.
Auch Eltern mit kleinen Kindern sind unter Radtouristen zahlreich vertreten. Eine Radreise mit Kindern erfordert aber gute Vorbereitung und pädagogisches Gespür. Mittlerweile gibt es ein großes Angebot mit Kinderanhängern für die Kleinsten und Aufliegern zum Selbertreten für die nicht mehr ganz so Kleinen. Aber vieles lässt sich nicht technisch lösen: Es lässt sich weniger Spielzeug mitnehmen als z. B. auf einer Autoreise. Manche Kinder interessiert eine Spielmöglichkeit am Wegesrand mehr als ein Etappenziel. Viele Pausen sind einzukalkulieren. Leistungsfähigere Kinder können entweder unlustig sein, oder sich durch übertriebenen Ehrgeiz überfordern. Jugendliche gehen oft lieber eigene Wege, als mit Eltern und kleinen Geschwistern Urlaub zu machen.

### Deutschland
Der Allgemeine Deutsche Fahrrad-Club spricht von einem Umsatz von fünf Milliarden Euro im Jahr allein in Deutschland. Etwa 40 Prozent der Urlauber nennen Fahrradfahren als beliebteste Beschäftigung im Urlaub. Das Bundesministerium für Verkehr weist auf einen Umsatz allein im Fahrradhandel von vier Milliarden Euro hin. In 6800 Betrieben werden 50.000 Mitarbeiter beschäftigt.
In einer im Jahr 2005 vorgelegten Studie hat der ADFC die deutschen Fahrradurlauber analysiert:
- 2004 verbrachten 2,45 Millionen Deutsche ihren mehrtägigen Urlaub „mehrheitlich im Fahrradsattel“. Das sind 8,9 Prozent mehr als im Vorjahr.
- Kurzurlaub per Fahrrad machten im Jahr 2004 1,4 Millionen Deutsche, das waren 5,9 Prozent aller Kurzurlaube. Für 61 Prozent dieser 1,4 Millionen war das die wichtigste Kurzreise im Jahr 2004.
- Mehr als drei Viertel (76 Prozent) der Radurlaube sind Haupturlaubsreisen.

Organisationen: Dachgeber (Netzwerk für Radfahrer)

Wegenetz: D-Route

### Spanien
Jährlich verbringen über 60.000 Radtouristen aus Deutschland, Österreich und der Schweiz einen Fahrradurlaub auf Mallorca.